# Conrad Celtis

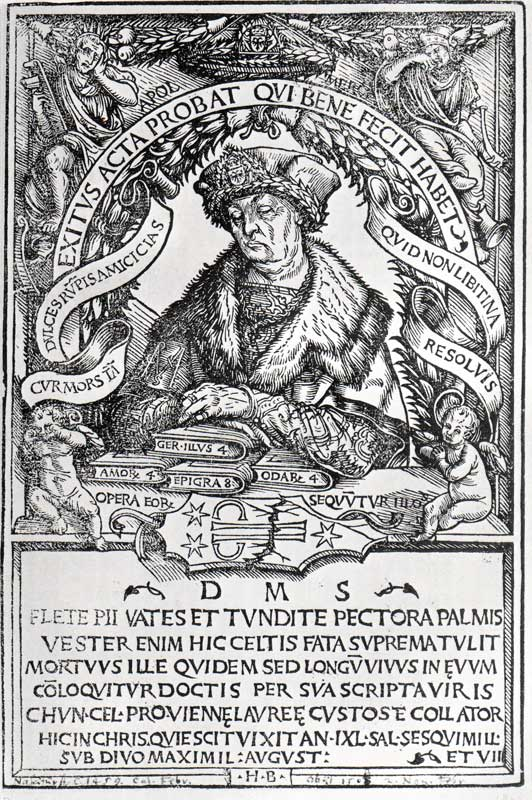
Epitafio de Conrad Celtis, xilografía de Hans Burgkmair, 1507.

Conrad Celtis o Celtes, también en algunas referencias Konrad Celtis o en latín Conradus Celtis, a veces hispanizado como Conrado Celtes (Wipfeld, 1 de febrero de 1459 - Viena, 4 de febrero de 1508), fue un humanista del Renacimiento alemán y poeta en neolatín.

## Biografía
Nacido en Wipfeld, cerca de Schweinfurt en la Baja Franconia con el nombre de Konrad Bickel, estudió en Colonia y en la Universidad de Heidelberg. Durante esta época tuvo como maestros, entre otros, a Dalberg y a Rodolphus Agricola. Como era habitual entre los humanistas de la época, latinizó su nombre, pasándose a llamar Conradus Celtis. Durante algún tiempo ejerció de lector, viajando a Erfurt, Rostock y Leipzig. Su primer trabajo llevaba por título Ars versificandi et carminum (El arte de versificar y escribir poemas) en 1486. Continuó ejerciendo como lector, visitando Roma, Florencia, Bolonia y Venecia.
El elector Federico de Sajonia le dio a conocer al emperador Federico III de Habsburgo, quien nombró a Conrad poeta laureado a su regreso. En una ceremonia imperial llevada a cabo en Núremberg, Celtis recibió al mismo tiempo este honor y su título de doctor. Celtis continuó como lector por distintas ciudades del imperio.
Más tarde viajó a Cracovia donde, en 1488, realizó estudios de matemáticas, astronomía y ciencias naturales, entrando en contacto durante esta etapa con otros humanistas de la época como Lorenz Rabe y Bonacursius. Fundó una "Sociedad de Conocimiento" basada en las academias romanas. La rama local de esta sociedad llevó por nombre Sodalitas Litterarum Vistulana (Sociedad literaria del río Vístula).
En 1490 pasó por Breslavia (Wrocław) y Praga, capital del Reino de Bohemia. Hartmann Schedel utilizó las descripciones que Celtis hizo de Breslavia en su obra Schedelsche Weltchronik (Crónicas de Núremberg).
En Hungría, Celtis formó la Sodalitas Litterarum Hungaria ("Sociedad literaria húngara"), que más tarde pasó a ser la Sodalitas Litterarum Danubiana y a tener su base en Viena. También pasó por Ratisbona, Passau y Núremberg (y probablemente por Maguncia). En Heidelberg fundó la Sodalitas Litterarum Rhenana ("Sociedad literaria de Renania"). Continuó a Lübeck y en Ingolstadt pronunció en 1492 su conocido discurso a los estudiantes allí presentes, donde dijo que los alemanes rivalizaban con los italianos en las letras y el conocimiento. Éste vendría a ser un discurso sumamente popular en el sentimiento nacionalista alemán del siglo XVI.
Mientras una plaga devastaba Ingolstadt, Celtis estuvo enseñando en Heidelberg, por entonces como Profesor. En 1497 Celtis fue llamado a Viena por el emperador Maximiliano I, quien le otorgó el honor de maestro del arte de la poesía y de la conversación con un Privilegium imperial, el primero de su clase. En esa ocasión su lectura versó sobre los trabajos de los escritores clásicos. En 1501 creó el Collegium poetarum et mathematicorum (Poetenkolleg), una institución de fundación imperial dentro de la Universidad de Viena para impulsar la educación humanística, que dirigió hasta su muerte, teniendo como alumnos y compañeros, entre otros, a Vincenz Lang, Georg Tannstetter y Vadianus.
Celtis murió en Viena pocos años después a causa de la sífilis.

## Obra
- Ars versificandi et carminum, Leipzig 1486, 1492
- Epitoma in utramque Ciceronis rhetoricam cum arte memorativa nova et modo epistolandi utilissimo, Ingolstadt 1492
- De Mundo des Apuleius, Viena 1497
- Carmen saeculare, Viena 1500
- Norinberga, 1495
- Ode auf St Sebald, Basel 1495
- Oratio in gymnasio Ingolstadio, 1492
- Germania generalis
- De origine, situ, moribus et institutis Norimbergae libellus, 1502
- Quattuor libri amorum (Amores), Núremberg 1502
- Ludus Dianae und Rhapsodia, Augsburgo 1505
- Germania illustrata, inacabado
- Archetypus triumphantis Romae, inacabado

como editor
- Germania des Tacitus, Viena 1500
- Schriften Hrotsvithas von Gantersheim, Núremberg 1501
- Sodalitas Augustana, junto con Konrad Peutinger

## Legado
Las enseñanzas de Conrad Celtis tuvieron efectos duraderos, particularmente en el campo de la historia. Fue el primero en enseñar la historia del mundo en su conjunto. Empezó su trabajo Germania Illustrata con Germania generalis y De rigine situ, moribus et institutis Norimbergae libellus ("Cuaderno de estructuras, hábitos e instituciones de Nuremberg"). Descubrió y publicó los escritos de Hroswitha de Gandersheim. También descubrió un mapa de las calzadas del imperio romano, llamado Tabula Peutingeriana. Coleccionó numerosos manuscritos griegos y latinos mientras ejercía funciones de bibliotecario en la biblioteca imperial fundada por Maximiliano.